# Вистино
Ви́стино (ижор. Viistina) — деревня в Кингисеппском районе Ленинградской области. Административный центр Вистинского сельского поселения.

## История
Упоминается как деревня Vistina by в Каргальском погосте (западной половине) в шведских «Писцовых книгах Ижорской земли» 1618—1623 годов.
На карте Ингерманландии А. И. Бергенгейма, составленной по шведским материалам 1676 года, она обозначена как деревня Wistina.
На шведской «Генеральной карте провинции Ингерманландии» 1704 года — как Wistna.
Как деревня Вистина она обозначена на «Географическом чертеже Ижорской земли» Адриана Шонбека 1705 года.
На карте Санкт-Петербургской губернии Я. Ф. Шмидта 1770 года деревня не упоминается.
Но на карте Санкт-Петербургской губернии 1792 года А. М. Вильбрехта вновь обозначена как деревня Вистина.

ВИСТИНО — деревня, принадлежит майорше Ермаковой, число жителей по ревизии: 71 м. п., 63 ж. п. (1838 год)

В 1844 году деревня Вистина насчитывала 20 дворов.
На этнографической карте Санкт-Петербургской губернии П. И. Кёппена 1849 года она обозначена как деревня «Wistinä», расположенная в ареале расселения ижоры. В пояснительном тексте к этнографической карте она записана как деревня Wistinä (Вистино) и указано количество её жителей на 1848 год: савакотов — 3 м. п., 1 ж. п., ижоры — 69 м. п., 72 ж. п., всего 144 человека. Ижоры относились к православному Сойкинскому Николаевскому приходу, савакоты — к лютеранскому приходу Сойккола.

ВИСТИНО — деревня жены майора Ермаковой, 10 вёрст по почтовой, а остальное по просёлочной дороге, число дворов — 15, число душ — 78 м. п. (1856 год)

ВИСТИНО — деревня, число жителей по X-ой ревизии 1857 года: 92 м. п., 80 ж. п., всего 172 чел.

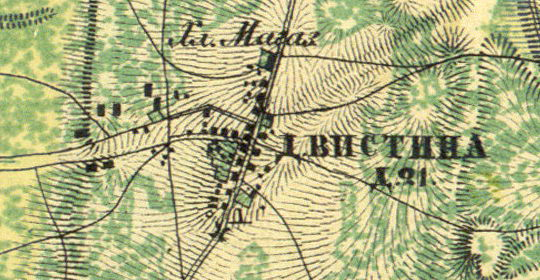
Деревня Вистино на карте 1860 года

В 1860 году деревня насчитывала крестьянский 21 двор и хлебозапасный магазин.

ВИСТИНО — деревня владельческая при Финском заливе и колодцах, число дворов — 32, число жителей: 115 м. п., 103 ж. п. (1862 год)

ВИСТИНО — деревня, по земской переписи 1882 года: семей — 42, в них 134 м. п., 110 ж. п., всего 246 чел.

ВИСТИНО — деревня, число хозяйств по земской переписи 1899 года — 58, число жителей: 164 м. п., 156 ж. п., всего 320 чел.;
 разряд крестьян: бывшие владельческие; народность: русская — 174 чел., финская — 146 чел.

В конце XIX — начале XX века Вистино административно относилось к Лужицкой волости 2-го стана Ямбургского уезда Санкт-Петербургской губернии. Население деревни было исключительно ижорским.
В 1917 году в состав Лужицкой волости Ямбургского уезда входили деревни Вистино I и Вистино II.
С 1917 по 1924 год деревни Вистино I и Вистино II входили в состав Вистинского сельсовета Сойкинской волости Кингисеппского уезда.
С 1924 года — в составе Андреевщинского сельсовета.
Согласно данным переписи населения СССР 1926 года в деревне Вистино I проживали 98 человек, все ижоры; в деревне Вистино II проживали 310 человек, большинство ижоры, а также русские.
С 1927 года — в составе Котельского района.
С 1928 года — в составе Сойкинского сельсовета. В 1928 году население деревни Вистино I составляло 98 человек.

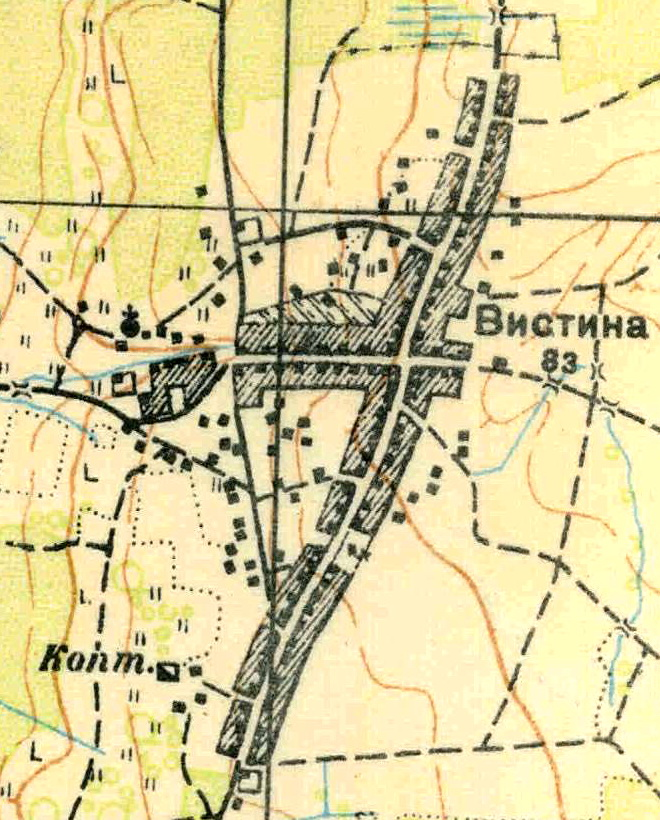
План деревни Вистино. 1930 год

Согласно топографической карте 1930 года деревня была единой и называлась Вистина, она насчитывала 83 двора. На западной окраине деревни находилась часовня, на южной — коптильня.
С 1931 года — в составе Кингисеппского района.
По данным 1933 года деревня состояла из двух частей: Вистино I и Вистино II и входила в состав Сойкинского ижорского национального сельсовета Кингисеппского района.
C 1 августа 1941 года по 28 февраля 1944 года деревни находились в оккупации.
С 1 января 1950 года деревни Вистино I и Вистино II учитываются областными административными данными как единая деревня Вистино.
В 1958 году население деревни Вистино составляло 307 человек.
По данным 1966 и 1973 годов деревня также находилась в составе Сойкинского сельсовета и являлась его административным центром. В деревне располагалась центральная усадьба рыболовецкого колхоза «Балтика».
По данным 1990 года в деревне Вистино проживали 897 человек. Деревня являлась административным центром Сойкинского сельсовета в который входили 19 населённых пунктов: деревни Валяницы, Вистино, Глинки, Горки, Дубки, Залесье, Косколово, Кошкино, Красная Горка, Логи, Мишино, Новое Гарколово, Пахомовка, Ручьи, Слободка, Сменково, Старое Гарколово, Югантово; посёлок Логи, общей численностью населения 2037 человек.
В 1997 году в деревне проживали 907 человек, в 2002 году — 909 человек (русские — 83 %), в 2007 году — 991.

## География
Деревня расположена в северной части района на автодороге 41А-007 (Санкт-Петербург — Ручьи).
Расстояние до районного центра — 70 км.
Расстояние до ближайшей железнодорожной платформы Косколово — 15 км.
Деревня находится в западной части Сойкинского полуострова, на берегу Финского залива.

## Демография
| 1862 | 2007 | 2010 | 2017 |
| ---- | ---- | ---- | ---- |
| 218  | ↗991 | ↘821 | ↗884 |

### Национальный состав
Согласно данным Всероссийской переписи населения 2021 года в деревне проживали 670 человек, из них:
 русские — 549, армяне — 38, ижорцы — 26, украинцы — 17, лезгины — 11, белорусы — 9, немцы — 3, марийцы — 2, татары — 2, чуваши — 2, вепсы — 1, карелы — 1, литовцы — 1, молдаване — 1, мордва-мокша — 1, поляки — 1, талыши — 1, удмурты — 1, другие национальности — 1 человек, остальные национальность не указали.

## Инфраструктура
- Школа
- Почтовое отделение
- Аптека
- Ресторан грузинской кухни

## Культура
- Дом культуры.
- Ижорский музей, который поддерживает контакты с исследователями Петербурга и Финляндии. В собрании музея представлены предметы ижорского быта (одежда, утварь). Часть экспозиции посвящена традиционному и современному рыболовству.
- Молодёжная фольклорная группа, репертуар которой состоит из народных ижорских песен, записываемых у старожилов[33].

## Достопримечательности
- Грунтовый могильник на северо-западной окраине деревни, на песчаном холме 25х14 м, высотой до 2 м[34].

## Фото

Деревня Вистино. 2022 год
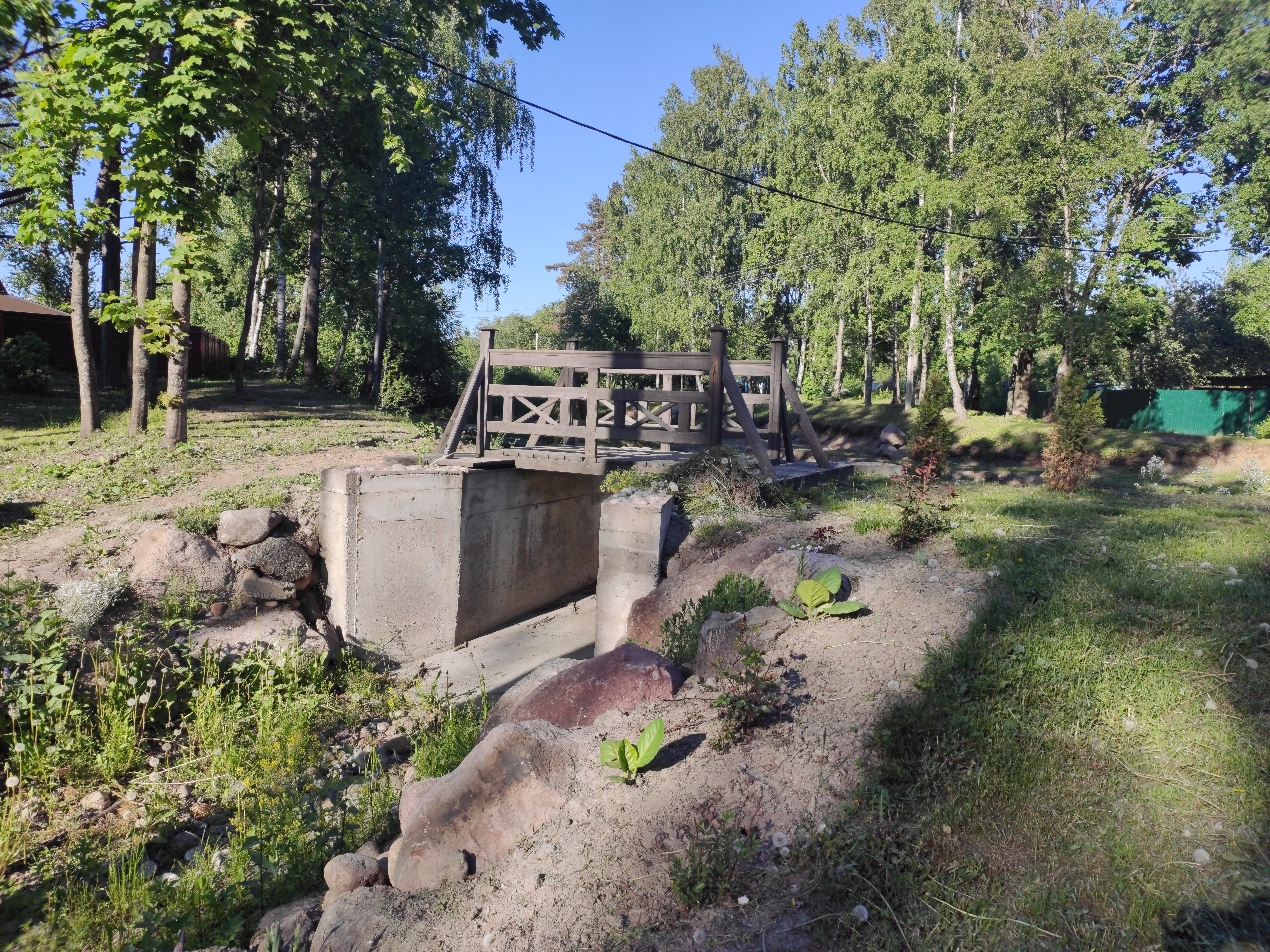
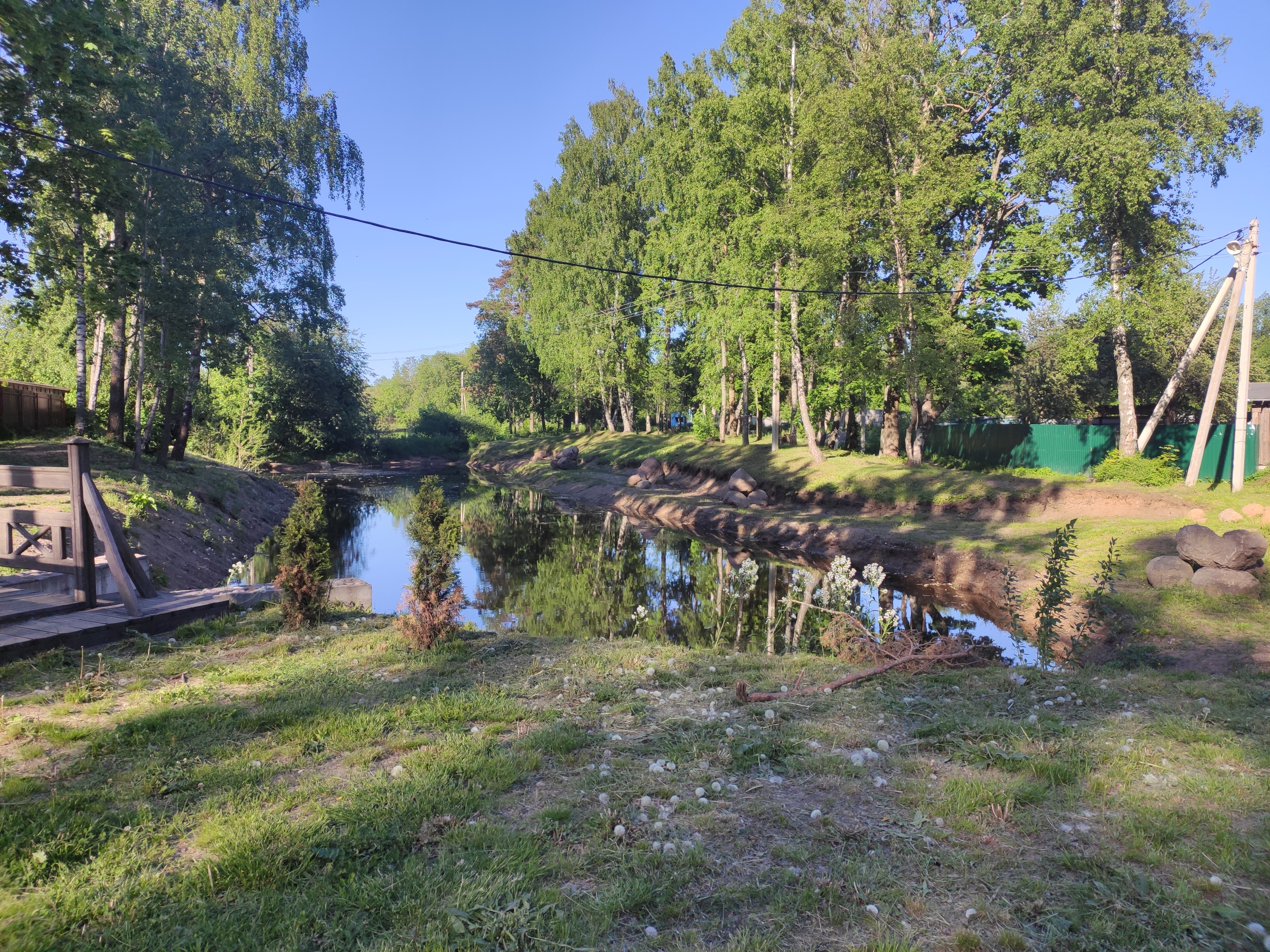

## Известные уроженцы
- Тэппо Рэпо (1886—1962) — музыкант, народный композитор

## Улицы
Балтийская, Дачная, Ижорская, Кронштадтская, Лесная, Морская, Предпортовая, Радужная, Ромашковая, Солнечная, Спортивная, Цветочная, Школьная, Школьный переулок, Якорная.

## Садоводства
Колгомпя, Корвет на Купле.